# Nomia elegantula
Nomia elegantula är en biart som beskrevs av Heinrich Friese 1913. Nomia elegantula ingår i släktet Nomia och familjen vägbin. Inga underarter finns listade i Catalogue of Life.